# 1952年10月7日RB-29撃墜事件

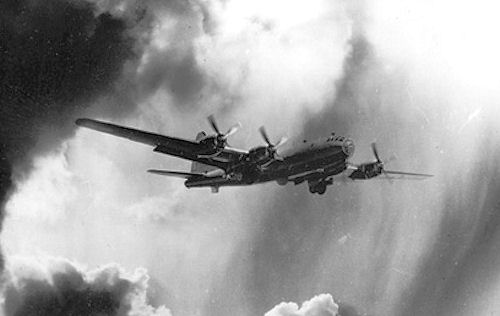
同形機のRB-29偵察機

1952年（昭和27年）10月7日に発生したRB-29撃墜事件（RB-29げきついじけん）は、歯舞群島付近で情報収集活動を行っていた米空軍RB-29がソ連軍によって撃墜された事件である。同地付近では1954年にもRB-29撃墜事件が発生している。

## 概要
1952年は、冷戦の最中であり、朝鮮半島では朝鮮戦争が行われるなど、北東アジアは緊張状態にあった。航空自衛隊発足前であり、日本には航空兵力として米空軍が駐留していた。横田基地に所在する第15空軍直属第91戦略偵察飛行隊（the 91st Strategic Reconnaissance Squadron）は、北東アジアにおける情報収集活動を実施していた。
同年10月7日、北海道東部より東方にかけて情報収集活動を行っていた第91戦略偵察飛行隊のRB-29（コードネーム Sunbonnet King）は、根室市東方（歯舞諸島付近）を飛行中に識別不明機と遭遇。不明機接近をレーダーサイトより警告されていたが、情報収集活動継続を連絡していた。その後、緊急通信を行い、機体および乗員8名は行方不明となった。米軍は、三沢基地よりF-84戦闘機および救難機を発進させたが、RB-29発見には至らなかった。状況より見て、ソ連軍戦闘機によって撃墜されたものと見られている。